# Кислов, Александр Степанович
Алекса́ндр Степа́нович Кисло́в (1808 — 3 [15] апреля 1866) — русский писатель, начальник архивов генерал-интендантства, статский советник.

## Биография
Служил преподавателем русской словесности в Институте Санкт-Петербургского воспитательного дома. Работал сотрудником «Иллюстрированного листка» и «Иллюстрированной газеты».
Составил проект учреждения Общества покровительства животных (опубликовал в 1861), послуживший основой устава этого общества.
Похоронен на Митрофаниевском кладбище (надгробие утрачено).

### Семья
Жена — Евгения Васильевна (? — 23.11.1888).

## Творчество
В 1836 году опубликовал исторический роман «Падение Шуйских», пронизанный православно-монархическим мировоззрением; ему присущ психологизм в образах главных героев, иногда приближающийся к глубоким религиозным переживаниям, с нотами морализирования и патетики. Ощущается влияние Н. М. Карамзина.
Написал также учебник минералогии (1840), роман: «Проказы молодого человека», несколько других беллетристических произведений и «Детский минералогический кабинет…» (СПб., 1853).

### Избранные сочинения
- Кислов А. С. Военная нравственность. — СПб.: тип. Глав. упр. пут. сообщ. и публ. зданий, 1838. — 6+117 с.
- Кислов А. С. Минералогический кабинет : Книга, заключающая в себе приспособленное к детским понятиям описание земель, камней, солей, горючих веществ и металлов. — СПб.: Гутенбергова тип., 1840. — 63 с.
- Кислов А. С. Детский минералогический кабинет, заключающий в себе приспособленное к детским понятиям описание земель, камней, солей, горючих веществ и металлов. — СПб.: тип. Глав. упр. пут. сообщ. и публичных. зданий, 1852. — 4+20+47 с.
  -  — Берлин : тип. К. Шульце, 1857. — 4+18+48 с.
- Кислов А. С. Падение Шуйских или Времена бедствий России : Историч. роман XVII в / Ч. 1-3. — СПб.: тип. Н. Греча, 1836.
  - Ч. 1. — 6+214 с.
  - Ч. 2. — 2+194 с.
  - Ч. 3. — 2+173 с.